# Luigi Onetti
Luigi Onetti (Lu, 25 luglio 1876 – Villanova Solaro, 1968) è stato un pittore italiano, del Monferrato.

## Biografia
Secondo Virginia Bertone (1999), Onetti è stata "una delle personalità più interessanti della cultura figurativa torinese d'inizio secolo".
"Dopo gli studi classici frequentò un anno di Università e poi si dedicò alla pittura. Già all'epoca del liceo aveva dipinto una copia di un ritratto di Antoon van Dyck su una piccola tela.
I quadri di Onetti sono realizzati con la tecnica del divisionismo, che abolisce l'impasto dei colori sulla tavolozza e li stende nei loro vari componenti direttamente sulla tela. La fusione dei colori rende maggiore luminosità e si realizza nell'occhio di chi guarda il quadro.
Nel 1898, all'Esposizione generale italiana di Torino, Onetti presentò Il pazzo, quadro che rappresenta un infelice demente e due donne, parenti dello sventurato, che si abbracciano, piangendo ed esprimono il loro dolore straziante. Nello stesso anno (1898) dipinge U Tunè, olio su tela, oggi conservato al Museo d'arte sacra San Giacomo.
L'opera "sociale" di Onetti iniziò col quadro I miserabili, poi Il pane e il trittico La vita, comprendente l'amore, il lavoro, il dolore. Questo trittico fu premiato dall'associazione della stampa, nell'esposizione internazionale del 1902 a Torino.
Nel 1901, Giovanni Cena, a proposito di Onetti, scrive "un giovane pieno d'ardimento... affronta i grandi quadri con una disinvoltura stupefacente".
In seguito Onetti dipinse Il prossimo, che rappresenta una turba di affamati, invocanti il pane quotidiano, con l'espressione della fame diffusa sulle guance e negli occhi inferociti. Seguì L'esercito del male sconfitto dalle forze nuove che, a destra, mostra la bufera imminente e distruttrice, dipinta con neri nuvoloni e, nella parte restante, fa vedere una moltitudine di figure, che sono le allegorie dei pregiudizi, delle superstizioni, delle menzogne, delle forze brutali.
L'arte pittorica dell'Onetti si estese anche ai ritratti, fra i quali si trova quello della moglie, ai paesaggi, alla storia.
Una delle ultime esposizioni delle opere di questo pittore è avvenuta nel 2003 ad Aosta, nella sede espositiva del Museo archeologico regionale ed aveva titolo I divisionisti piemontesi da Giuseppe Pellizza da Volpedo a Giacomo Balla.

## Notizie
- Onetti per molti anni tenne come professore all'Accademia delle belle arti di Torino lezioni di pittura al giovane Italo Mus.
- Dizionario enciclopedico universale. Firenze, Casa Editrice Le Lettere, 1981.

| Controllo di autorità | VIAF (EN) 55092827 · ISNI (EN) 0000 0000 6683 0964 · ULAN (EN) 500076196 · LCCN (EN) n86081664 · GND (DE) 124899110 · J9U (EN, HE) 987007280813305171 |